# Пан Халявський
«Пан Халявський» (рос. Пан Халявский) — історично-побутовий роман Григорія Квітки-Основ'яненка, написаний російською мовою Подає знущально-критичний розріз повсякденного побуту принаймні трьох поколінь українських поміщиків кінця XVIII — початку XIX століть.
Уперше опублікований у журналі «Отечественные записки» (1839, No 6—7), а окремим виданням — у 1840 р. в Санкт-Петербурзі.

## Фабула
Роман побудований на спогадах Трохима Мироновича Халявського про найцікавіші, на його погляд, пригоди свого життя.
У творі етнографічно точно відтворено особливості тогочасного побуту, зокрема є детальний опис пригощання полковника-благодійника, становище жінки, дворової прислуги та ставлення до неї поміщиків, ознаки розкладу помісного дворянства, визначені соціальною суттю стану та умовами паразитичного побуту.

## Критика
Роману бракує позитивних моментів у зображенні картин українського побуту, що пояснюється об'єктом, який обрав для висвітлення автор, паразитичним поміщицьким станом, якому автор не симпатизує. Микола Тихорський на сторінках часопису «Маяк» закидавав Квітці: «Невже ви думаєте підняти земляків в очах європейців портретами Івана Івановича та Івана Никифоровича, Халявського, Лесенки. Ніскільки — ви їх принижуєте в загальній думці людей, які, не знаючи ближче наших притаманних земляків, складають про них свої поняття за вашими оповіданнями».[джерело?]

## Вплив
За мотивами роману «Пан Халявський» Степан Геєвський написав комедію «Бурсак-учитель».

## Переклади українською
Переклад українською мовою здійснив Борис Антоненко-Давидович за виданням: Г. Ф. Квітка-Основ'яненко. Твори в шести томах. Том 4. Київ, 1956.